# فرقة الجديد (الساحل)
فرقة الجديد هي إحدى مشيخات المملكة المغربية، تتبع جغرافيا لإقليم العرائش وإداريًا لالساحل. يقدر عدد سكانها بـ 5826 نسمة حسب الإحصاء الرسمي للسكان والسكنى لسنة 2004.